# Dusona ellopiae
Dusona ellopiae är en stekelart som först beskrevs av Walley 1929.  Dusona ellopiae ingår i släktet Dusona och familjen brokparasitsteklar. Inga underarter finns listade i Catalogue of Life.